# Julien Janaudy

a Compétitions nationales et continentales officielles uniquement.

Dernière mise à jour le 2 avril 2018.
Julien Janaudy, né le 21 février 1989 à Bourgoin-Jallieu et mort le 1er avril 2018 à Saint-Jean-de-Soudain, est un joueur français de rugby à XV qui joue au poste de talonneur.

## Biographie
Il est victime d'une rupture des ligaments croisés lors de la 4e journée de Pro D2 en septembre 2017 et sera écarté des terrains pour une durée de 6 mois.
Le 1er avril 2018, l'USON annonce son décès à l'âge de 29 ans des suites d'un accident de la route, survenu sur une route départementale en Isère.
Des suites de son décès, ses coéquipiers de l'USO Nevers lancent le 2 avril une cagnotte en ligne pour soutenir sa famille ; Janaudy était père d'un enfant. Ses obsèques se déroulent le 6 avril 2018 à l'église de Biol.
La Ligue nationale de rugby annonce qu'une minute d'applaudissement sera respectée sur les stades de Top 14 et Pro D2 lors des rencontres jouées entre le 5 et 8 avril, en hommage à Julien Janaudy et Pierre Bousquier, directeur du Biarritz olympique décédé quelques jours plus tôt.

## Carrière
- 2010-2011 : CS Bourgoin-Jallieu (Top 14)
- 2011-2013 : SU Agen (Top 14)
- 2013 : Stade montois (Top 14)
- 2013-2017 : CS Bourgoin-Jallieu (Pro D2)
- 2017-2018 : USO Nevers (Pro D2)